# Ancistrus claro
Ancistrus claro är en fiskart som beskrevs av Knaack, 1999. Ancistrus claro ingår i släktet Ancistrus och familjen Loricariidae. Inga underarter finns listade i Catalogue of Life.